# Weltkulturerbelauf
Der Weltkulturerbelauf (abgekürzt WKEL) ist ein Straßen- und Volkslauf in Bamberg. Er findet seit 2003 alle zwei Jahre (in der Regel am ersten Sonntag im Mai) statt. Die Laufstrecken führen u. a. durch die Bamberger Altstadt, die seit 1993 zum UNESCO-Weltkulturerbe gehört. Das Laufereignis wird vom Weltkulturerbelauf Bamberg e. V. in Zusammenarbeit mit der Stadt Bamberg veranstaltet und organisiert. Es zählt vom Streckenprofil her zu den anspruchsvollsten unter den großen Halbmarathons in Deutschland. Zum Programm gehören auch zwei kürzere Läufe über 4,4 und 10,9 km sowie seit 2005 zwei gut besuchte Schülerläufe über 4,1 und 1,6 km und ein Bambinilauf (800 m).

## Geschichte
Historische Vorläufer des Weltkulturerbelaufs sind der Staffellauf „Quer durch Bamberg“ und der „Bamberger Stadtlauf“. Der Staffellauf wurde erstmals am 11. Juli 1948 ausgerichtet; später wurde er in „Domreiter-Staffellauf“ umbenannt. Der letzte Lauf fand im Mai 1967 statt. Der „Bamberger Stadtlauf“, auch „Sandkerwalauf“ genannt, fand 1984 bis 1996 jährlich zur Sandkerwa statt.
Als Auslöser und „Anstifter“ für den Bamberger Weltkultur(erbe)lauf gilt Michael Wehner. Der Redakteur der Regionalzeitung Fränkischer Tag forderte 2001 in einem Beitrag Helmut Müller, Bamberger Stadtrat und Abgeordneter im Bayerischen Landtag, auf, einen Lauf in Bamberg zu organisieren, nachdem dieser den München-Marathon absolviert hatte:
„Lieber Herr Müller, warum in die Ferne schweifen? Wer sich als Botschafter des Sports betätigen will, wird in der Heimat viel mehr gebraucht. Legen Sie sich doch dafür ins Zeug, dass es möglichst bald einen Bamberg-Marathon gibt. […] In Zeiten, in denen der Sport wichtiger weicher Standortfaktor ist, sollten Sie nichts unversucht lassen: Damit Bamberg zur Hochform aufläuft.“
Helmut Müller nahm die Anregung auf, sammelte ein Team von Helfern und Organisatoren um sich und bildete einen „Initiativkreis“. Birgit Dietz und Rupert Gramss schlugen einen Weltkulturlauf vor. Die ursprüngliche Idee, einen Marathonlauf in Bamberg durchzuführen, wurde später aufgegeben.
2002 wurde ein Testlauf durchgeführt, nach dem Joschka Fischer folgendes Urteil abgab: „Neben New York ist das die schönste Stadtstrecke, die ich kenne!“
Am 4. Mai 2003 fand der 1. Bamberger Weltkulturerbelauf statt. Veranstalter des Laufs war der Stadtmarketing Bamberg e. V., Ausrichter der Stadtverband für Sport Bamberg e. V. und Schirmherr der Politiker Helmut Müller. Am 12. September 2003 wurde der Weltkulturerbelauf e. V. gegründet. Erster Vorsitzender ist Helmut Müller.
Im Vorfeld des 2. Weltkulturerbelaufs, der am 1. Mai 2005 stattfand, kam es zu Streitigkeiten und Irritationen: So wurde von Vertretern des Vereins Weltkulturerbelauf, der den Lauf veranstaltete und organisierte, erwogen, die Veranstaltung kurzfristig – zwei Wochen vor dem Start – abzusagen. Auslöser der Auseinandersetzungen war eine von Klaus Stieringer, Geschäftsführer des Vereins Stadtmarketing Bamberg, geplante Ambush-Marketing-Aktion. Dieser wollte am Samstag, dem 30. April, am Vorabend des Laufs, die erste Bamberger Einkaufsnacht durchführen. Die Vorsitzenden des Laufvereins Helmut Müller und Karl Schlichtig lehnten „…die Verbindung von Kaufen und Laufen, von Sport und Kommerz strikt ab…“ und warfen Stieringer „Trittbrettfahren“ und mangelnde Absprache vor. Der Streit wurde beendet, da die Regierung von Oberfranken in Bayreuth die vom Stadtmarketing geplante Ladenöffnungszeit bis 22 Uhr untersagte.
Über den 2. Bamberger Weltkulturerbelauf drehte die Künstlerin Natalie Gutgesell einen Dokumentarfilm. Der polnische Künstler Ryszard Kajzer, Stipendiat des Internationalen Künstlerhauses Villa Concordia in Bamberg (2003–2004), entwarf für den Lauf ein Logo und Plakat; es
„…verbindet die Silhouette Bambergs mit der Form eines Sportschuhs. So zeichnete Kajzer einen Joggingschuh mit spitzen Spikes aus Kirchturmspitzen.“
Der 3. Bamberger Weltkulturerbelauf fand am 6. Mai 2007 statt, am Geburtstag des Bistumsgründers Heinrich II. Schirmherr der Veranstaltung war der Bamberger Oberbürgermeister Andreas Starke. Alle Läufe mit Ausnahme des 4,4-km-Laufes waren schon Monate vor dem offiziellen Meldeschluss im März ausgebucht. Nach offiziellen Schätzungen der Polizei besuchten ca. 25.000 bis 35.000 Zuschauer die Veranstaltung. Im Vergleich zur Erstaustragung kamen fast doppelt so viele Läufer beim Halbmarathon ins Ziel.
Beim 4. WKEL, der am 3. Mai 2009 ausgetragen wurde, kam es zu Problemen bei der Zeitmessung: „Mancher Starter, der das Ziel erreicht hat, erscheint überhaupt nicht in den Zeitlisten, bei anderen Läufern wiederum ist eine falsche Zeit angegeben – die einen Sportler sind laut Computur (sic!) schneller, die anderen viel langsamer ins Ziel gekommen als es tatsächlich der Fall war.“ Die Laufstrecken der Hauptläufe wurden wegen des Neubaus der Kettenbrücke geringfügig verändert.
Ursprünglich für den 1. Mai 2011 angekündigt, fand der 5. Weltkulturerbelauf wegen des Ersten Mai-Feiertags erst am zweiten Sonntag, also am 8. Mai 2011 (am Muttertag) statt.
Der 6. Weltkulturerbelauf am 5. Mai 2013 wurde vom Tod eines 54-jährigen Läufers bei Halbmarathon überschattet.
Als Folge von Beschränkungen im Rahmen der COVID-19-Pandemie entfiel der Weltkulturerbelauf 2021. Der 10. WKEL fand dann am 7. Mai 2023 statt.

## Strecken
Die Laufstrecken führen zum Großteil durch die Bamberger Altstadt. Diese besitzt den größten unversehrt erhaltenen historischen Stadtkern in Deutschland und ist seit 1993 UNESCO-Weltkulturerbe. Die verschiedenen Wettbewerbe werden zeitversetzt in der Straße Weide (in der Nähe des Markusplatzes) gestartet und enden auf dem Maximiliansplatz vor dem Neuen Rathaus.
Der Halbmarathon (Sparkassen-Lauf, nach dem Sponsor Sparkasse Bamberg) führt zunächst über den linken Arm der Regnitz zum Kloster Michelsberg und dann zur Altenburg, wo bei km 5 der höchste Punkt der Strecke erreicht wird. Entlang am Karmelitenkloster, der Stephanskirche und der Oberen Pfarre läuft man wieder hinab ins Stadtzentrum, wo Residenzschloss Geyerswörth und Böttingerhaus passiert werden, bevor es in den Stadtpark Hain geht. Am rechten Ufer der Regnitz kehrt man in die Innenstadt zurück, wo zunächst die Königstraße gestreift wird und man dann über die Kettenbrücke wieder ins Inselgebiet gelangt. Über Heumarkt und Markusbrücke geht es zum linken Regnitzufer mit Blick auf Klein-Venedig und dann zu einem letzten Anstieg zur Neuen Residenz, zum Dom und zur Jakobskirche. Das letzte Stück der Strecke führt an der Alten Hofhaltung, dem Alten Rathaus und an der Martinskirche vorbei zum Ziel auf dem Maxplatz. Insgesamt sind 280 Höhenmeter zu bewältigen.
Der 10,9-km-Lauf (Brose-Lauf, nach dem Sponsor Brose Fahrzeugteile) ist auf den ersten zwei Kilometern identisch mit dem Halbmarathon, biegt dann aber direkt zum Dom ab und lässt somit die Schleife über die Altenburg aus. Der Rest des Kurses ist, was die Innenstadtpassagen angeht, zum Großteil identisch mit der langen Strecke, jedoch wird der Hainpark nur an seinem Nordrand gestreift. Die Steigungen summieren sich auf 75 Höhenmeter.
Der 4,4-km-Lauf (Wieland-Lauf, nach dem Sponsor Wieland Electric) ist auf dem ersten Kilometer identisch mit der Hauptstrecke, kehrt dann aber direkt über das linke Regnitzufer ins Stadtzentrum zurück und ist ab der Markusbrücke identisch mit dem letzten Teilstück des Halbmarathons. Der Kurs umfasst 35 Höhenmeter.
Nicht nur durch das Profil, sondern auch durch das Kopfsteinpflaster in der Altstadt sind die Läufe eher anspruchsvoll. Die Zeitmessung erfolgt mittels Bibchip, seit 2011 mit Easychip des Zeitmessers Davengo.

## Statistik

### Streckenrekorde: Halbmarathon
- Männer: 1:10:25, Daren Deed (GBR), 2013
- Frauen: 1:18:09, Brenda Kebeya, 2019

### Läufer im Ziel – „Finisher“
| Lauf         | 2005 | 2007                 | 2013                  | 2019                  | 2023                  |
| ------------ | ---- | -------------------- | --------------------- | --------------------- | --------------------- |
| Halbmarathon | 2010 | 2581 (m:2143; w:438) | 2947 (m:2482; w:465)  | 3036 (m:2399; w:637)  | 2862 (m:2242; w:620)  |
| 10,9 km      | 1762 | 2135 (m:1379; w:756) | 2999 (m:1878; w:1121) | 3293 (m:1974; w:1319) | 3034 (m:1851; w:1183) |
| 4,4 km       | 510  | 702 (m:408; w:294)   | 906 (m:447; w:459)    | 1164 (m:525; w:639)   | 1007 (m:449; w:558)   |
| 4,1 km       | 1651 | 1333 (m:657; w:667)  | 1179 (m:584; w:595)   | 749 (m:351; w:398)    | 835 (m:483; w:352)    |
| 1,6 km groß  |      |                      | 967 (m:523; w:444)    | 718 (m:385; w:333)    | 765 (m:436; w:329)    |
| 1,6 km klein | 1322 | 1353 (m:715; w:638)  | 864 (m:477; w:387)    | 891 (m:481; w:410)    | 796 (m:426; w:370)    |

### Siegerliste: Halbmarathon
| Jahr | Männer                 | Zeit      | Frauen                   | Zeit      |
| 2023 | Gabriel Lautenschlager | 1:11:33   | Ingalena Schömburg-Heuck | 1:25:16   |
| 2019 | Jonas Lehmann          | 1:11:58   | Brenda Kebeya            | 1:18:09   |
| 2017 | Jonas Lehmann          | 1:11:35   | Brenda Kebeya            | 1:20:36   |
| 2015 | Marcel Bräutigam       | 1:11:58   | Sandra Haderlein         | 1:24:46   |
| ---- | ---------------------- | --------- | ------------------------ | --------- |
| 2013 | Daren Deed (GBR)       | 1:10:25   | Kerstin Steg             | 1:28:35   |
| 2011 | Daren Deed (GBR)       | 1:10:34   | Kerstin Steg             | 1:28:57   |
| 2009 | Daren Deed             | 1:10:33,3 | Sabine Pullins           | 1:31:13,3 |
| 2007 | Daniel Dalmedo (GBR)   | 1:13:29,3 | Zuzana Nováčková (SVK)   | 1:27:46,1 |
| 2005 | Christian Sticker -2-  | 1:16:51,0 | Birgit Lennartz          | 1:32:05,6 |
| 2003 | Christian Sticker      | 1:17:20,4 | Claudia Mohn             | 1:32:36,4 |